# Løjtnant Chartrand
Løjtnant Chartrand er en fiktiv person, der optræder i bogen Engle og Dæmoner og dens filmatisering.
Han er ung løjtnant i Schweizergarden og samarbejder med politiinspektør Olivetti og kaptajn Rocher om at finde antistoffet, der er skjult i Vatikanet. 
I filmen bliver han spillet af danske Thure Lindhardt.